# Vulcatius Gallicanus
Vulcatius Gallicanus – według tradycji autor biografii Awidiusza Kasjusza, która wchodzi w skład dzieła Historia Augusta.